# Хелфенщайн (род)
Хелфенщайн (на немски: Grafen von Helfenstein) е стар швабски графски благороднически род в Швабия, наречен на замък Хелфенщайн в Баден-Вюртемберг.
Около 1100 г. Еберхард фон Хелфенщайн Стари построява замък Хелфенщайн над град Гайзлинген, на 15 km югоизточно от Гьопинген и 27 km северозападно от Улм.
Най-значимите от този род са граф Лудвиг I и граф Улрих V фон Хелфенщайн. Граф Лудвиг I често е в двора на император Фридрих I Барбароса, подписва мира в Констанц от 1183 г., участва в кръстоносния поход на императора и пътува до дворовете на неговите синове, император Хайнрих VI и крал Филип Швабски. По това време Готфрид фон Шпитценберг е епископ на Вюрцбург и канлер на империята. Улрих II фон Хелфенщайн се жени за Вилибирга фон Дилинген, получава големи части от графовете на Дилинген около Улм, и за Агнес фон Тюбинген и получава годподството Блаубойрен.
Фамилията се дели през 1356 г. при Улрих VI фон Хелфенщайн на линията Хелфенщайн-Визенщайг и неговия братовчед Улрих VI фон Хелфенщайн на линията Хелфенщайн-Блаубойрен, която през 1457 г. продава Блаубоурен и 1448 г. Хайденхайм на Вюртемберг и през 1458 г. купува господството Велхайм и 1485 г. дворец Хексенагер.
Граф Улрих V (VI/X) е активен през втората половина на 14 век в двора на император Карл IV в Прага, който го жени за херцогиня Мария Котроманич от Босна (* ок. 1340; † 27 април 1403), сестра на краля на Босна, Стефан Дабиша († 1395), което допринася за бързото финансово пропадане на Хелфенщайните.
Фамилията измира с Георг I през 1517 г. Със смъртта на граф Рудолф III фон Хелфенщайн-Визенщайг на 20 септември 1627 г. изчезва господството Визенщайг и отива с по една трета, чрез наследството на дъщерите му, на княжеската фамилия Фюрстенберг, на Ландграфство Лойхтенберг и на графовете на Йотинген-Балдерн. Последните господари продават частите си през 1642 г. на Курфюрство Бавария.
Граф Швайкхард фон Хелфенщайн (1539 – 1599), синът на граф Георг II фон Хелфенщайн (1518 – 1573) е, както баща му, президент на Имперския камерен съд, и е автор, публицист и активен помагач на Католическата реформа.

## Известни

### Графове на Хелфенщайн
- Еберхард I Стари († ок. 1110) построява ок. 1100 г. замък Хелфенщайн
- Еберхард II Млади († ок. 1170), дъщеря му наследява Хелфенщайн и се омъжва за граф Лудвиг I фон Шпитценберг и Зигмаринген.
- Лудвиг I фон Шпитценберг-Зигмаринген († 1200), граф на Хелфенщайн (1171 – 1200)
- Улрих I фон Хелфенщайн († сл. 1241), граф на Хелфенщайн (1200 – 1241), син на Лудвиг I, жени се за дъщеря на Адалберт фон Равенщайн и дъщеря на Еберхард II Млади
- Улрих II († 17 май 1294), граф на Хелфенщайн (1241 – 1294), женен (1) за Вилибирг, дъщеря на граф Хартман IV фон Дилинген († 1258), и (2) 1267 г. за Агнес фон Тюбинген, дъщеря на пфалцграф Рудолф I фон Тюбинген
- Улрих III фон Хелфенщайн († ок. 1315), граф на Хелфенщайн (1294 – 1315), син на граф Улрих II и на Вилибирг фон Дилинген, женен за Аделхайд, дъщеря на граф Бертхолд III фон Грайзбах, след това за Маргарета, дъщеря на граф Фридрих III фон Тогенбург
- Йохан I фон Хелфенщайн († 1 юни 1340), граф на Хелфенщайн (1315 – 1340), граф на Гюсенберг и Калтенбург, женен за Аделхайд фон Хоенлое; син на граф Улрих III фон Хелфенщайн и първата му съпруга Аделхайд фон Грайзбах
- Улрих VI фон Хелфенщайн Стари († 7 април 1372 убит), граф на Хелфенщайн (1340 – 1355), граф на Хелфенщайн-Визенщайген (1356 – 1372), единствен син на граф Йохан I и Аделхайд фон Хоенлое, женен за Мария от Босна (1333 – 27 април 1403), дъщеря на Владимир Котроманич (регент на Босна)
- Улрих VIII († 1375)

### Линия Хелфенщайн-Визенщайген
- Фридрих I († 20 август 1438), граф на Хелфенщайн-Визенщайген (1372 – 1448), по-малък син на граф Улрих VI и херцогиня Мария от Босна, женен за Агнес фон Вайнсберг († сл. 1474)
- Улрих IX († 30 юни 1462 убит при Зекенхайм), неженен, син на граф Фридрих I
- Фридрих II (1408 – 1483), граф на Хелфенщайн-Визенщайген (1462 –1483), син на граф Фридрих I, женен ок. 1446 г. за Агнес фон Еберщайн († 1456), дъщеря на граф Бернхард I фон Еберщайн, след това 1476 г. за Ирмгард фон Хелфенщайн-Блаубойрен, дъщеря на граф Конрад II фон Хелфенщайн-Блаубойрен
- Лудвиг IV (21 ноември 1447 – 27 декември 1493), женен 1483 г. за шенкин Елизабет фон Лимпург-Шпекфелд (1466 – 1538)
- Фридрих III фон Хелфенщайн (1479 – 1502), женен за Барбара фон Рехберг († 15 април 1522)
- Лудвиг I Хелфрих фон Хелфенщайн (1480 – 17 април 1525), женен ок. 1497 г. за Маргарета фон Еделсхайм (1480 – юни 1537), дъщеря на император Максимилиан I (1459 – 1519)
- Улрих X (XVI/XI) (1490 – 26 май 1548), женен на 20 януари 1512 г. за Катарина фон Валдбург-Зоненберг (21 октомври 1495 – 14 октомври 1563)
- Улрих XIII (8 февруари 1524 – 17 януари 1570), женен за Катарина фон Монфор († 26 декември 1594)

#### Линия Хелфенщайн-Блаубойрен
- Улрих III фон Хелфенщайн († сл. 1315)
- Улрих IV фон Хелфенщайн († 1326)
- Улрих XI фон Хелфенщайн Млади († 13 май 1361), женен за Беатрикс фон Шлюселберг († 24 януари 1355)
- Улрих XIII фон Хелфенщайн († 1375), женен за Анна фон Йотинген († 1360)
- Йохан II фон Хелфенщайн (1400 – 27 февруари 1444), женен за Ирмгард фон Кирхберг († 3 март 1444)
- Улрих X
- Анна (1430 – 6 ноември 1472), омъжена за Вилхелм II фон Кастел (1425 – 7 август 1479)
- Конрад II фон Хелфенщайн († 14 декември 1474), женен за Анна фон Зекендорф († 23 ноември 1474)
- Георг I фон Хелфенщайн († 1517), женен за Цецилия фон Трухтелфинген (1) и за Елизабет фон Лимпург-Шпекфелд (2) (1466 – 1538)
- Георг II фон Хелфенщайн (7 ноември 1518 – 17 ноември 1573), женен за Мария де Боварт († 1565) и Аполония фон Цимерн-Мьоскирх (1547 – 31 юли 1604)
- Швайкхард фон Хелфенщайн (26 юли 1539 – 1599), женен за Мария фон Хоенцолерн (28 август 1544 – 13 декември 1611)
- Рудолф III фон Хелфенщайн († 20 септември 1627), граф на Хелфенщайн, баща на три дъщери:
  - Йохана фон Хелфенщайн († 10 август 1665), омъжена за ландграф Максимилиан Адам фон Лойхтенберг (1607 – 1646), последният ландграф на Лойхтенберг (1621 – 1646)
  - дъщеря, омъжена за княз фон Фюрстенберг
  - дъщеря, омъжена за граф фон Йотинген-Балдерн

### Други
- Аделхайд фон Хелфенщайн (fl. 1356)
- Ирмел фон Хелфенщайн(fl. 1444)
- Барбара фон Хелфенщайн (1552 – 1605)
- Магдалена фон Хелфенщайн (1562 – 1622)
- Катарина фон Хелфенщайн (1563 – 1627)
- Катарина фон Хелфенщайн-Визенщайг (1589 – 1638)